# Kōichi Chigira
Kōichi Chigira (千明 孝一, Chigira Kōichi) est né le 4 mai 1959 dans la préfecture de Kanagawa, au Japon. Il est réalisateur et scénariste spécialisé dans l'animation.

## Biographie
Kōichi Chigira est né le 4 mai 1959 dans la préfecture de Kanagawa, au Japon.
En 1979, Kōichi Chigira commence ses études à l'Institut de formation du studio Tatsunoko puis entre au studio Tekuhe. Il occupe son premier poste à responsabilité sur le film Venus Wars en 1989 puis passe à la réalisation l'année suivante sur les OAV Nineteen 19. Il réalise par la suite plusieurs OAV pour le Studio Madhouse comme Tokyo Babylon (1992) ou encore Yugen Kaisha (1994).
Au milieu des années 1990, il travaille pour de nombreux studios dont notamment Sunrise où il participe à plusieurs opus de la saga Gundam. En 1999, il travaille sur les OAV Blue submarine n°6 du studio Gonzo dont il deviendra un habitué. Il réalise notamment leur première série, Gate Keepers en 2000 ainsi que Full Metal Panic! en 2001. Devenu une valeur sûre du studio, il réalise l'acclamé Last Exile (2003) ainsi que le film Brave Story (2006).

## Filmographie

### Scénariste

#### Télévision
- 1995 : Gundam Wing
- 1996 : After War Gundam X
- 1998-1999 : PoPoLoCrois Monogatari
- 2000-2001 : Vandread
- 2001-2002 : Full Metal Panic!
- 2003 : Last Exile
- 2006 : Witchblade
- 2006-2007 : Pumpkin Scissors
- 2008 : La Tour de Druaga
- 2009 : Shangri-La
- 2011-20 : Last Exile Ginyoku no Fam
- 2013 : Space Battleship Yamato 2199
- 2014 : Blade and Soul

### Réalisateur

#### Télévision
- 1992 : Tokyo Babylon
- 1996-1998 : Kenshin le vagabond
- 2000 : Gate Keepers'
- 2001-2002 : Full Metal Panic!
- 2003 : Last Exile
- 2008 : La Tour de Druaga
- 2011-2012 : Last Exile Ginyoku no Fam
- 2014 : Laughing under the Clouds

### Films
- 1989 : Venus Wars
- 2006 : Brave Story (ブレイブ・ストーリー, Bureibu sutōrī?)

### OAV
- 1990 : Nineteen
- 1992 : Tokyo Babylon
- 1994 : Yugen Kaisha
- 1994 : Natsuki Crisis
- 1998 : Blue submarine n°6

## Sources